# Paul Laciga
Paul Laciga (Berna, 24 de novembro de 1970) é um ex-jogador de vôlei de praia suíço medalhista de prata no Campeonato Mundial de 1999 e 2005, na França e na Alemanha, respectivamente.

## Carreira
Formando dupla com seu irmão Martin Laciga conquistou o terceiro lugar na edição do Campeonato Europeu de 1997 em Riccione, na edição de 1998 em Rodes sagraram-se campeões, obtendo o bicampeonato consecutivo em 1999 em Palma de Maiorca e o tricampeonato em 2000 nas cidades de Guecho e Bilbau.
Na temporada de 1999 esteve com Martin Laciga na conquista da medalha de prata do Campeonato Mundial de Vôlei de Praia realizado em Marselha, juntos disputaram a edição da Olimpíada de Sydney de 2000 terminaram na quinta colocação.Na edição do Campeonato Europeu de 2001 conquistou o vice-campeonato  na cidade de Jesolo, repetindo feito em 2002 na cidade de 
Basileia, foi eleito o melhor jogador da Suíça nas temporadas de 2001 e 2007.
Em  2004 encerrou a dupla com Martin Lagica após novo quinto lugar na edição da Olimpíada de Atenas de 2004e a partir de 2005 esteve ao lado de Sascha Heyer conquistou o vice-campeonato no Campeonato Mundial realizado em Berlim, formou dupla com este jogador até 2006 e retomou dupla com seu irmão novamente em seguida e em 2007 competiu também com Philip Gabathuler

## Títulos e resultados
- Aberto do Mallorca do Circuito Mundial de Vôlei de Praia de 2004
- Aberto do Mallorca do Circuito Mundial de Vôlei de Praia de 2002
- Aberto do Cádiz do Circuito Mundial de Vôlei de Praia de 2002
- Aberto do Tenerife do Circuito Mundial de Vôlei de Praia de 2000
- Aberto de Mar del Plata do Circuito Mundial de Vôlei de Praia de 1998
- Grand Slam de Berlim do Circuito Mundial de Vôlei de Praia de 2004
- Grand Slam de Marselha do Circuito Mundial de Vôlei de Praia de 2003
- Aberto de Espinho do Circuito Mundial de Vôlei de Praia de 2001
- Aberto de Stavanger do Circuito Mundial de Vôlei de Praia de 2001
- Aberto de Berlim do Circuito Mundial de Vôlei de Praia de 2001
- Aberto de Gstaad do Circuito Mundial de Vôlei de Praia de 2001
- Aberto do Tenerife do Circuito Mundial de Vôlei de Praia de 2001
- Aberto de Lignano do Circuito Mundial de Vôlei de Praia de 2000
- Aberto do Guarujá do Circuito Mundial de Vôlei de Praia de 2000
- Aberto de Marselha do Circuito Mundial de Vôlei de Praia de 1999
- Aberto de Lignano do Circuito Mundial de Vôlei de Praia de 1998
- Aberto de Vitória do Circuito Mundial de Vôlei de Praia de 2001
- Aberto de Ostende do Circuito Mundial de Vôlei de Praia de 2001
- Aberto de Vitória do Circuito Mundial de Vôlei de Praia de 2000
- Aberto de Espinho do Circuito Mundial de Vôlei de Praia de 2000
- Aberto do Chicago do Circuito Mundial de Vôlei de Praia de 2000
- Grand Slam de Paris do Circuito Mundial de Vôlei de Praia de 2005
- Aberto de Rosarito do Circuito Mundial de Vôlei de Praia de 2000
- Aberto de Stavanger do Circuito Mundial de Vôlei de Praia de 1999
- Aberto de Tenerife do Circuito Mundial de Vôlei de Praia de 1999
- Aberto de Acapulco do Circuito Mundial de Vôlei de Praia de 1999
- Aberto de Vitória do Circuito Mundial de Vôlei de Praia de 1998
- Aberto de Moscou do Circuito Mundial de Vôlei de Praia de 1998
- Grand Slam de Espinho do Circuito Mundial de Vôlei de Praia de 1998
- Aberto de Tenerife do Circuito Mundial de Vôlei de Praia de 1997
- Aberto de Tenerife do Circuito Mundial de Vôlei de Praia de 1996

## Premiações individuais
- 2001- MVP do Circuito Suíço de Vôlei de Praia
- 2007- MVP do Circuito Suíço de Vôlei de Praia